# Asheville
Asheville és una població dels Estats Units i seu del comtat de Buncombe a l'estat de Carolina del Nord. Segons el cens del 2008 tenia 74.543 habitants.

## Demografia
Segons el cens del 2000, Asheville tenia 68.889 habitants, 30.690 habitatges i 16.726 famílies. La densitat de població era de 650 habitants per km².
Dels 30.690 habitatges en un 22,2% hi vivien nens de menys de 18 anys, en un 38,1% hi vivien parelles casades, en un 13% dones solteres, i en un 45,5% no eren unitats familiars. En el 36,8% dels habitatges hi vivien persones soles el 13,8% de les quals corresponia a persones de 65 anys o més que vivien soles. El nombre mitjà de persones vivint en cada habitatge era de 2,14 i el nombre mitjà de persones que vivien en cada família era de 2,81.
Per edats la població es repartia de la següent manera: un 19,6% tenia menys de 18 anys, un 10,3% entre 18 i 24, un 28,7% entre 25 i 44, un 23,1% de 45 a 60 i un 18,3% 65 anys o més.
L'edat mediana era de 39 anys. Per cada 100 dones de 18 o més anys hi havia 83,9 homes.
La renda mediana per habitatge era de 32.772 $ i la renda mediana per família de 44.029 $. Els homes tenien una renda mediana de 30.463 $ mentre que les dones 23.488 $. La renda per capita de la població era de 20.024 $. Entorn del 10,3% de les famílies i el 15,5% de la població estaven per davall del llindar de pobresa.

## Fills il·lustres
- Thomas Wolf (1900 - 1938) escriptor

## Poblacions més properes
El següent diagrama mostra les poblacions més properes.